# Nelle terre di Aurion
Nelle terre di Aurion è una serie di romanzi di genere fantasy dello scrittore italiano Luca Azzolini, pubblicata dalla casa editrice Edizioni Piemme nel biennio 2014-2015.

## Trama
Nelle magiche Terre di Aurion l'oscuro Principe della Notte è riuscito a conquistarle e a nascondere in sette luoghi segreti, ognuno per la rispettiva terra, sette talismani, sorvegliati da mostruosi e terribili guardiani, che una volta riuniti possono riuscire a sconfiggerlo per sempre. Dorian, un ragazzino di tredici anni, scopre di essere l'erede al trono del regno di Aurion e l'unico in grado di recuperare i sette talismani. Insieme al suo inseparabile puledro Honor, alla maga e sua amica Mayra, il padre di lei Ravi, ex membro dei Guerrieri del Cielo, e Kiki, uno scoiattolo volante a cui Mayra ha dato la parola, Dorian si incammina nelle magiche Terre di Aurion per riportarle al loro antico splendore.

## I libri
I libri che costituiscono questa serie sono sei:
- Il libro del sapere (2 settembre 2014)
- Il calice della verità (2 settembre 2014)
- Lo scudo di pietra (4 novembre 2014)
- Il flauto dei venti (4 novembre 2014)
- La spada di cenere (27 gennaio 2015)
- La bussola degli oceani (27 gennaio 2015)